# Субъективное право
Субъекти́вное пра́во (также пра́во в субъекти́вном смы́сле, или просто пра́во; мн. ч. права́) — признаваемое государством притязание[словарь] (претензия) субъекта на какое-либо благо или на форму поведения. 
Субъективное право следует отличать  от объекти́вного права (права в объективном смысле), представляющего собой сложную систему особых социальных норм и играющего роль социального регулятора.

## Теоретико-правовой аспект
Субъективное право — одна из важнейших категорий юриспруденции, и обозначает одно из базовых понятий теории права, наряду с понятиями свободы, обязанности и запрета.
Как и свобода, субъективное право определяет меру и пределы возможного (т.е. дозволенного) поведения правомочного субъекта в отличие от обязанности — меры до́лжного поведения, и запрета — меры недопустимого поведения. Субъективное право существует на основе норм объективного права, как результат регулирования нормами права общественных отношений, которые становятся в силу их юридической урегулированности правовыми отношениями, формой каковых и являются субъективные права и юридические обязанности их участников. Содержанием правоотношений является поведение участников, направленное на реализацию субъективных прав и исполнение юридических обязанностей. В рамках общественного отношения субъективные права и обязанности проявляются в ходе взаимодействия между участниками. Норма объективного права определяет правомерное поведение определённых субъектов, то есть указывает, кто имеет определённые субъективные права и обязанности.
Субъективное право приобретается субъектом в силу юридического факта вместе с возникновением конкретного правоотношения. Если правоотношение урегулировано диспозитивной нормой, управомоченный субъект может отказаться от принадлежащего ему права, в том числе передав его другому субъекту (такой отказ, будучи юридическим действием, прекращает либо изменяет правоотношение). Если общественное отношение регулируется императивной нормой, то отказ от соответствующего субъективного права не имеет юридической силы (к правам такого рода относятся, в частности, права человека). Однако во всех случаях реализация субъективного права осуществляется свободно, то есть управомоченный субъект имеет также право воздержаться от реализации принадлежащего ему субъективного права (в противном случае право называлось бы обязанностью). Управомоченные субъекты свободны в совершении (или несовершении) действий, направленных на реализацию права, поскольку они находятся в рамках дозволенного поведения.
Реализация субъективного права происходит путём совершения определённых действий либо воздержания от их совершения, в целях получения материального или нематериального блага, по поводу которого возникло правоотношение.

## Субъективные права в гражданском законодательстве
Субъективные права в цивилистике отличаются глубокой проработанностью ещё с римских времен. Под субъективным правом принято понимать юридическую возможность какого-либо лица   действовать определённым образом. Такое право обеспечивается возможностью требовать определённых действий (или воздержания от действий) от других лиц. Так, собственник может владеть, пользоваться и распоряжаться своим имуществом и требовать от других лиц воздержаться от посягательства на его право.
Таким образом,  права   обеспечиваются возложением так называемых корреспондирующих обязанностей на других участников правоотношения.
Обладатель субъективного права (управомоченное лицо) в случае его нарушения кем-либо может прибегнуть к  силе государства для реализации и защиты своего права, например, обратиться в суд. По способу защиты субъективные права различаются на абсолютные и относительные.  При абсолютном праве  управомоченное лицо может требовать конкретных действий или воздержания от действий от неопределенно широкого круга лиц. Так, автору принадлежит право на неприкосновенность произведения, и он может запретить любому лицу вносить в него какие-либо дополнения, сокращения или изменения, а также требовать совершения действий, необходимых для восстановления нарушенного права. При относительном праве требования обладателя права могут быть обращены только к конкретному лицу или кругу лиц (например, права кредитора по отношению к должнику).
Субъективному праву одного лица корреспондирует юридическая обязанность другого лица (лиц). Отказ от субъективного права по общему правилу не влечёт его прекращения, если данное право не переходит к иному лицу.

## Примеры
- Право на свои действия
- Право на защиту
- Право требования определенного поведения от обязанного лица
- Право на авторство
- Право на частную собственность

## Интересные факты
- Термины право в объективном и в субъективном смысле не совпадают, так как обозначают  различные явления. В русском языке они являются омонимами, однако в большинстве европейских языков эти термины звучат по-разному: соответственно, в английском right[англ.]  и law (переводится обычно как "закон"), droit[фр.] и loi во французском. При этом во многих языках, как и в русском, слово, обозначающее субъективное право, совпадает со словом, обозначающим правую сторону.
- Слово "право" в субъективном смысле может употребляться во множественном числе, в отличие от "права" в объективном смысле.
- Существует и иная точка зрения о сущности субъективного права. Она представлена в новой монографии "Философия права. Сущность субъективного права: авторское исследование /И.П. Семченков, Полиграфычъ, Калининград, 2024". Монографию можно найти на сайтах Elibrary и Djvu.